# Czerwiec 2017

## 30 czerwca
- Niemiecki Bundestag przyznał parom jednopłciowym prawo do zawierania związków małżeńskich[1].
- W trakcie Festiwalu Kultury Żydowskiej w Krakowie wręczono Nagrodę im. Ireny Sendlerowej, przyznawaną przez amerykańską Fundację Taube Philanthropies. Laureatami nagrody zostali Bogdan Białek i Stefan Wilkanowicz[2][3].
- Rozpoczął się 60. Międzynarodowy Festiwal Muzyki Organowej w Oliwie[4].

## 29 czerwca
- Serbski parlament zatwierdził Anę Brnabić na stanowisku premiera, tym samym została ona pierwszą kobieta w historii Serbii, która stanęła na czele rządu[5].
- Premier Iraku Hajdar al-Abadi ogłosił koniec kalifatu tzw. Państwa Islamskiego, wiążąc to ze zdobyciem przez irackie siły meczetu al-Nuri w Mosulu[6].
- Parlament Rumunii udzielił wotum zaufania rządowi premiera Mihaia Tudosego[7].
- W Muzeum Wsi Lubelskiej w wyniku uderzenia pioruna spłonęła stodoła pochodzącą z Lipiny na Roztoczu[8].

## 28 czerwca
- W Chinach zwodowano pierwszy niszczyciel typu 055[9].
- Po zakończeniu procesu rozbrojenia przez FARC, deklarację zawieszenia broni z kolumbijskim rządem zadeklarowała również Ejército de Liberación Nacional[10].
- Były prezydent Naddniestrza – Jewgienij Szewczuk ujawnił za pomocą serwisu Facebook, iż w nocy z 26 na 27 czerwca zbiegł do Mołdawii, tłumacząc swoją decyzję obawą o własne życie[11].
- Podczas konsystorza w Watykanie, papież Franciszek wręczył oznaki godności kardynalskiej Jeanowi Zerbo, Juanowi José Omella Omella, Andersowi Arboreliusowi, Louisowi-Marie Ling Mangkhanekhounowi oraz Gregorio Rosa Chávezowi[12].
- Prokuratura Okręgowa w Świdnicy postawiła byłemu liderowi Komitetu Obrony Demokracji – Mateuszowi Kijowskiemu, zarzuty poświadczenia nieprawdy w fakturach oraz przywłaszczenia 121 tysięcy złotych[13].
- W Soborze św. Aleksandra Newskiego w Łodzi zakończyły się uroczystości pogrzebowe, prawosławnego arcybiskupa diecezji łódzko-poznańskiej Szymona, którym przewodniczył metropolita warszawski i całej Polski abp Sawa[14].

## 27 czerwca
- Były premier Francji Manuel Valls ogłosił swoje wystąpienie z szeregów Partii Socjalistycznej[15].
- W wyniku eksplozji samochodu w Kijowie, zginął oficer Głównego Zarządu Wywiadu Sił Zbrojnych Ukrainy pułkownik Maksym Szapował[16].
- Zmarł Michael Bond, autor powieści o Misiu Paddingtonie[17]
- Kolegium biskupów Szkockiego Kościoła Episkopalnego na nowego zwierzchnika Kościoła wybrało bp Marka Strange’a, który zastąpi dotychczas urzędującego bp. Davida Chillingwortha[18].
- Sąd Apelacyjny w Hadze orzekł iż państwo holenderskie ponosi częściową odpowiedzialność za śmierć ponad 300 muzułmańskich mężczyzn podczas masakry w Srebrenicy z lipca 1995[19].
- Zakończył się proces rozbrojenia FARC, w tym czasie partyzanci zdali przedstawicielom ONZ – 7132 sztuk zarejestrowanej uprzednio broni. Proces ten uznawany jest za koniec wojny domowej w Kolumbii[20].

## 26 czerwca
- Przed Pałacem Buckingham w Londynie, gwardzistami w czasie uroczystej zmiany warty po raz pierwszy w historii dowodziła kobieta – 24-letnia Kanadyjka Megan Couto[21].
- Porwany w listopadzie 2011 w Timbuktu na Mali, szwedzki dziennikarz Johan Gustafsson został uwolniony z rąk Al-Ka’idy[22].
- Brazylijski prokurator generalny Rodrigo Janot skierował akt oskarżenia do Sądu Najwyższego oskarżając po raz pierwszy w historii urzędującego prezydenta Brazylii Michela Temera o przyjmowanie łapówek[23].
- Syryjski franciszkanin o. Ibrahim Al Sabbagh – proboszcz parafii św. Franciszka w Aleppo został laureatem Orła Jana Karskiego[24].

## 25 czerwca
- Legat papieski, prefekt Kongregacji Spraw Kanonizacyjnych kardynał Angelo Amato dokonał w Wilnie beatyfikacji męczennika czasów komunizmu arcybiskupa Teofiliusa Matulionisa (była to pierwsza beatyfikacja na terytorium Litwy)[25].
- W Bahawalpurze w Pakistanie cysterna przewrócona w wyniku wypadku drogowego zapaliła się i eksplodowała, zabijając ponad 200 osób. Większość ofiar to ludzie, którzy po przewróceniu się ciężarówki próbowali zbierać dla siebie wyciekające paliwo[26][27].
- Co najmniej 11 górników zginęło po eksplozji metanu w kopalni węgla w departamencie Cundinamarca, w środkowej Kolumbii[28].
- W wyborach parlamentarnych w Albanii zwyciężyła Socjalistyczna Partia Albanii, która zdobyła większość (74 mandaty) w 140-osobowym Zgromadzeniu[29].
- Około 50 tys. Belgów, Niemców i Holendrów utworzyło ludzki łańcuch o długości 90 km w proteście przeciwko funkcjonowaniu dwóch belgijskich reaktorów atomowych w elektrowniach w Doel i Tihange[30].
- Biskup tarnowski Andrzej Jeż konsekrował kościół w Chromtau w Kazachstanie, zbudowany z inicjatywy tarnowskiego duchownego ks. Piotra Kluzy. Mszę Świętą koncelebrowali biskup Karagandy Adelio Dell’Oro i biskup pomocniczy w Astanie Athanasius Schneider. W uroczystości wziął udział między innymi chargé d’affaires Ambasady RP w Astanie Andrzej Skrzydło[31].
- Zakończyła się 96. Konferencja Doroczna (Synod) Kościoła Ewangelicko-Metodystycznego w RP odbywająca się w Katowicach[32].

## 24 czerwca
- Irańskie służby bezpieczeństwa podały, iż aresztowano członków grupy powiązanej z tzw. Państwem Islamskim, którzy planowali ataki bombowe oraz zamachy samobójcze w miastach będących miejscami kultu[33].
- Prezydent Egiptu Abd al-Fattah as-Sisi ratyfikował umowę o przekazaniu Arabii Saudyjskiej niezamieszkanych wysp Tiran i Sanafir leżących na Morzu Czerwonym[34].
- W Paryżu zmarła francuska dziennikarka Véronique Robert ranna 19 czerwca 2017 w wyniku wybuchu miny w Mosulu, w Iraku[35].
- W wyniku zejścia lawiny błotnej na wieś Xinmo w prefekturze Ngawa, w prowincji Syczuan, w środkowo-zachodniej części Chin, zostało zniszczonych około 40 domostw, a ponad 100 osób poniosło śmierć[36].
- W Wenezueli miały miejsce wielotysięczne demonstracje przeciwników prezydenta Nicolása Maduro[37].
- Ks. Susan Frederick-Gray, dotychczasowy duszpasterz zboru w Phoenix w Arizonie została wybrana zwierzchnikiem Unitarian Universalist Association (UUA) jako pierwsza kobieta w historii Kościoła[38].
- Zakończyła się dwudniowa 24. Pielgrzymka Kombatantów Związku Więźniów Politycznych Okresu Stalinowskiego na Jasną Górę w Częstochowie[39].
- W wyniku komplikacji zdrowotnych zdechł samiec żyrafy Rothschilda z Miejskiego Ogrodu Zoologicznego w Warszawie – Gortat (ur. 22 listopada 2015)[40].

## 23 czerwca
- Indyjska rakieta Polar Satellite Launch Vehicle wyniosła na orbitę okołoziemską 31 satelitów należących do Indii i 14 innych państw na mocy międzynarodowego komercyjnego porozumienia, zawartego z państwową Indyjską Organizacją Badań Kosmicznych[41].
- W Iranie miały miejsce wielomilionowe antyizraelskie manifestacje związane z obchodami Święta Al-Kuds w których wzięli udział także przedstawiciele władz państwowych w tym prezydent Hasan Rouhani[42].
- Rozpoczął się 35. Glastonbury Festival[43].
- Konferencja Kościołów Europejskich ogłosiła oświadczenie w którym skrytykowała ostatnie państwowe czytanie Koranu w meczecie-muzeum Hagia Sophia w Stambule z okazji ramadanu[44].
- Saudyjskie służby bezpieczeństwa udaremniły zamach na Święty Meczet w Mekce[45].
- W wyniku zamachów bombowych w Parachinar na północny Pakistanu, zginęło co najmniej 45 osób, a 261 zostało rannych[46].
- Rozpoczęło się pierwsze w Europie Międzynarodowe Forum Posługi Więziennej – PMC 17 Europe odbywające się w opactwie benedyktynów w Tyńcu[47].
- W trakcie uroczystości w Pałacu w Wilanowie odbyło się wręczenie statuetek Nagrody Społecznej im. Kardynała Wyszyńskiego za rok 2016, której laureatami zostali ekonomista prof. Paul Dembiński oraz franciszkanin o. Gabriel Bartoszewski[48].

## 22 czerwca
- Irackie Wojsko podało iż dżihadyści z Państwa Islamskiego (IS) wysadzili zabytkowy meczet al-Nuri na Starym Mieście w Mosulu, będącym ostatnim punktem oporu IS w Iraku, z kolei członkowie Państwa Islamskiego winą za zniszczenie meczetu w którym, w 2014 – Abu Bakr al-Baghdadi proklamował powstanie IS, obarczyli lotnictwo amerykańskie[49].
- W wyniku wybuchu samochodu pułapki przed placówką Banku Kabul w Laszkar Gah w prowincji Helmand na południu Afganistanu zginęły co najmniej 34 osoby, a 60 zostało rannych[50].
- Decyzją rady nadzorczej Spółki Restrukturyzacji Kopalń, stanowisko jej prezesa objął Tomasz Cudny[51].

## 21 czerwca
- Król Arabii Saudyjskiej Salman ibn Abd al-Aziz Al Su’ud wydał dekret w którym książę Muhammad ibn Salman ibn Abd al-Aziz Al Su’ud został ogłoszony następcą tronu i pierwszym wicepremierem w rządzie Arabii Saudyjskiej, zastępując dotychczasowego następcę tronu księcia Muhammada ibn Najif ibn Abd al-Aziza[52].
- Nowym prezesem Papieskiej Akademii Nauk został prof. Joachim von Braun[53].
- Z okazji 35. rocznicy powstania Solidarności Walczącej prezydent Rzeczypospolitej Polskiej Andrzej Duda wręczył odznaczenia państwowe zasłużonym działaczom opozycji demokratycznej okresu PRL[54].
- Rozpoczęła się dwudniowa, XVII Ogólnopolska Pielgrzymka Sybiraków do Lichenia[55].

## 20 czerwca
- Po śmierci Ottona Warmbiera, biuro podróży Young Pioneer Tours z siedzibą w chińskim mieście Xi’an ogłosiło, iż rezygnuje z dalszego organizowania podróży Amerykanów do Korei Północnej jako zbyt niebezpiecznych[56].
- W Jasywacie, w obwodzie donieckim na Ukrainie, prorosyjscy separatyści ostrzelali samochody Organizacji Bezpieczeństwa i Współpracy w Europie, monitorującej sytuację w strefie walk[57].
- W Karolinie Południowej oraz w Georgii odbyły się wybory uzupełniające do Kongresu USA, które wygrali kandydaci Partii Republikańskiej – Ralph Norman i Karen Handel[58].
- W katolickiej katedrze w Bongaigaonie, w stanie Asam w Indiach doszło do profanacji Najświętszego Sakramentu i zniszczenia tabernakulum przez nieznanych sprawców[59].
- W gmachu Urzędu Wojewódzkiego i Sejmu Śląskiego odsłonięto tablicę upamiętniającą 95. rocznicę powrotu części Górnego Śląska do Rzeczypospolitej Polskiej[60].

## 19 czerwca
- W nocy z 18 na 19 czerwca w Finsbury Park w północno-wschodnim Londynie, furgonetka wjechała w grupę muzułmanów przebywających w pobliżu meczetu i centrum społeczności muzułmańskiej, raniąc 10 osób[61].
- Zmarł uwolniony kilka dni wcześniej z Korei Północnej, amerykański obywatel Otto Warmbier, skazany w 2016 na 15 lat ciężkich robót za usiłowanie kradzieży transparentu propagandowego[62].
- Co najmniej jedna osoba zginęła, a sześć zostało rannych podczas pacyfikacji obozowiska uczestników antyrządowego protestu w Kabulu, w Afganistanie[63].
- Unia Europejska i Wielka Brytania porozumiały się w sprawie priorytetów i kalendarza negocjacji dotyczących Brexitu[64].
- Pożar nieczynnego reaktora Elektrowni jądrowej Bugey we Francji[65].
- Egipski policjant, Jasin Mohamed Hatem został skazany przez Sąd w Kairze na 10 lat więzienia za zabicie w marcu 2015, w czasie pacyfikacji manifestacji z okazji czwartej rocznicy rewolucji z 2011 roku – 32-letniej Szaimy Sabbach[66].
- W trwających od 16 czerwca starciach w Górskim Karabachu zginęło sześciu ormiańskich żołnierzy i jeden azerski – poinformowało ministerstwo obrony Azerbejdżanu. Władze Armenii potwierdził natomiast śmierć czterech Ormian[67].
- W Mosulu w wyniku wybuchu miny zginął francuski dziennikarz Stephan Villeneuve oraz iracki reporter Bakhtiyar Addad, zaś ranna została francuska dziennikarka Véronique Robert (zmarła 24 czerwca)[35].
- Komisja Nadzoru Finansowego poinformowała, iż Sąd Rejonowy w Opolu wydał postanowienie o ogłoszeniu upadłości Spółdzielczej Kasy Oszczędnościowo-Kredytowej „Twoja” w Kędzierzynie-Koźlu (Twoja SKOK)[68].
- Walne Zgromadzenie Giełdy Papierów Wartościowych w Warszawie powołało na stanowisko prezesa GPW Marka Dietla[69].

## 18 czerwca
- Odbyła się druga tura wyborów parlamentarnych we Francji[70]. Bezwzględną większość uzyskała założona w 2016 roku przez Emmanuela Macrona partia En Marche![71].
- W związku z klęską wyborczą w wyborach parlamentarnych we Francji, I sekretarz Partii Socjalistycznej Jean-Christophe Cambadélis podał się do dymisji[72].
- Ulicami Kolonii w Niemczech przeszedł marsz muzułmanów przeciwko islamskiemu terroryzmowi zorganizowany przez Lamye Kaddor[73].
- W wyniku eksplozji w centrum handlowym „Andino” w Bogocie, w Kolumbii zginęły trzy osoby, a dziewięć zostało rannych[74].
- Irackie siły rządowe rozpoczęły szturm na kontrolowane przez dżihadystów z Państwa Islamskiego – Stare Miasto w Mosulu, będące ich ostatnim bastionem oporu w Iraku[75].
- Ulicami Kijowa na Ukrainie przeszedł Kyiv Pride 2017 organizowany przez środowiska LGBT[76].
- Amerykański F/A-18E Super Hornet zestrzelił Su-22 należącego do syryjskich sił rządowych (pierwsze zestrzelenie samolotu załogowego przez amerykańskiego pilota od 1999 roku)[77].
- W odpowiedzi na dwa ataki terrorystyczne z 7 czerwca, Iran ostrzelał bazy bojowników tzw. Państwa Islamskiego we wschodniej Syrii (pierwsza od 1988 operacja Iranu z udziałem rakiet średniego zasięgu)[78].
- Władyka Jerzy (Pańkowski) został uroczyście podniesiony do rangi arcybiskupa i intronizowany na ordynariusza prawosławnej diecezji wrocławsko-szczecińskiej zgodnie z wcześniejszą decyzją nadzwyczajnego posiedzenia św. Soboru Biskupów Polskiego Autokefalicznego Kościoła Prawosławnego[79].

## 17 czerwca
- Po śmierci Baldwina Lonsdale’a tymczasowym prezydentem Vanuatu został przewodniczący parlamentu Esmon Saimon[80].
- Amerykański niszczyciel USS Fitzgerald (DDG-62) zderzył się w okolicach miasta Yokosuka u wybrzeży Japonii z japońskim statkiem handlowym[81].
- Co najmniej 62 osoby zginęły w pożarach lasów w dystrykcie Leiria w środkowej Portugalii[82].
- We Francji, w trakcie korridy zginął torreador – Iván Fandiño[83].
- W Wielkiej Brytanii odbyły się uroczyste obchody 91. urodzin królowej Elżbiety II[84].
- Na Grenlandii miało miejsce trzęsienie ziemi, którego epicentrum znajdowało się w pobliżu wyspy Nuugaatsiaq, gdzie zniszczeniu uległo między innymi 11 domów i elektrownia. W wyniku trzęsienia ziemi zginęły cztery osoby[85].
- Rozpoczął się Malta Festival Poznań[86].
- Półtora tysiąca osób wzięło udział w VII Ogólnopolskiej Pielgrzymce Ministrantów i Lektorów w Poznaniu[87].
- Odsłonięto Pomnik św. Alberta Chmielowskiego przy Centrum Integracji Społecznej Rzeszowskiego Towarzystwa Pomocy im. św. Brata Alberta w Rzeszowie[88].
- Zakończyła się XXXIX Krajowa Konferencja Kościoła Chrześcijan Baptystów w RP, podczas której została wybrana nowa Rada Kościoła na czteroletnią kadencję 2017–2021. Przewodniczącym Rady Kościoła pozostał prezb. Mateusz Wichary[89][90].
- Odbyła się uroczysta inauguracja Lotniska Kąkolewo nabytego przez Aeroklub Poznański, które uświetnił występ Grupy Akrobatycznej Żelazny[91].

## 15 czerwca
- W Japonii – Izba Radców zaakceptowała tak zwaną ustawę o spiskach[92].
- W wyniku trzęsienia ziemi o magnitudzie 6.9 w Gwatemali zginęły dwie osoby[93].
- W wyniku ataku bojowników Al-Szabab na hotel i restaurację w Mogadiszu, w Somalii zginęło co najmniej dziewiętnaście osób[94].
- W wyniku eksplozji w Fengxian, na obrzeżach miasta Xuzhou, zginęło co najmniej siedem osób, a około 60 zostało rannych[95].
- Nabożeństwem na zboczach Równicy w Ustroniu w trakcie którego kazanie wygłosił zwierzchnik Ewangelicko-Luterańskiego Kościoła Finlandii abp dr Kari Mäkinen, rozpoczęły się Ewangelickie Dni Kościoła[96].
- św. Jan Paweł II został ustanowiony patronem Zakliczyna[97].
- W Rzeszowie odbył się XV Koncert „Jednego Serca Jednego Ducha” zaliczany do największych koncertów uwielbienia w Europie. Według organizatorów, w imprezie uczestniczyło około 40 tys. osób[98].

## 14 czerwca
- Pożar wieżowca Grenfell Tower w Londynie z ofiarami śmiertelnymi[99].
- Leo Varadkar został wybrany przez parlament na urząd premiera Irlandii (taoiseach)[100].
- Irackie siły rządowe odparły zmasowany kontratak sił Państwa Islamskiego na Mosul[101].
- Uzbrojony napastnik, zidentyfikowany jako James T. Hodgkinson – otworzył ogień podczas treningu baseballowego na boisku Eugene Simpson Stadium Park w Alexandrii w stanie Wirginia, raniąc pięć osób w tym kongresmena Steve Scalise[102].
- Parlament Egiptu wyraził zgodę na przekazanie Arabii Saudyjskiej niezamieszkanych wysp Tiran oraz Sanafir znajdujących się na Morzu Czerwonym[103].
- Wiceszef tureckiej opozycyjnej Partii Ludowo-Republikańskiej – Enisa Berberoglu został skazany na 25 lat więzienia pod zarzutem działalności szpiegowskiej[104].
- Doroczne zgromadzenie Południowej Konwencji Baptystycznej (SBC) w USA, w trakcie obrad w Phoenix podjęło uchwałę potępiającą wszelkie formy rasizmu, w tym także alt-right, jako sprzeczne z ewangelią Jezusa Chrystusa[105].
- W Łodzi doszło do pożaru hurtowni materiałów florystycznych przy ul. Okólnej. W akcji gaśniczej brało udział 25 zastępów Straży Pożarnej[106].
- W warszawskim Kinie Iluzjon wręczono Nagrodę imienia Weroniki Migoń, której laureatami zostali Alina i Mieszko Falana[107].
- Komisja Nadzoru Finansowego ustanowiła zarządcę komisarycznego w Spółdzielczej Kasie Oszczędnościowo-Kredytowej Rafineria w Gdańsku (SKOK Rafineria)[108].
- Zwyczajne Walne Zgromadzenie powołało w Radę Nadzorczą Grupy Lotos SA, X kadencji[109].
- Ks. prof. Janusz Mastalski został nowym rektorem Wyższego Seminarium Duchownego w Krakowie, zastępując ks. Krzysztofa Gryza[110].

## 13 czerwca
- Sekretarz stanu USA Rex Tillerson poinformował o uwolnieniu z Korei Północnej amerykańskiego obywatela Otto Warmbiera, skazanego w 2016 na 15 lat ciężkich robót za usiłowanie kradzieży transparentu propagandowego[111].
- Enda Kenny złożył formalną dymisję z urzędu premiera Irlandii (taoiseach)[100].
- Co najmniej 140 osób zginęło w lawinach błotnych w Bangladeszu, głównie na południowym wschodzie kraju, wywołanych kilkudniowymi deszczami[112].

## 12 czerwca
- W Moskwie odbył się wiec antykorupcyjny zorganizowany przez opozycjonistę Aleksieja Nawalnego, po którym oddziały OMON zatrzymały co najmniej stu uczestników[113].
- Na ulicach Rabatu w Maroku odbyły się protesty przeciwko korupcji i nadużyciom władzy[114].
- Prezydent Panamy Juan Carlos Varela oznajmił, iż rząd Panamy zrywa stosunki dyplomatyczne z Tajwanem, a także deklaruje zakończenie wszystkich relacji i oficjalnych kontaktów z Tajwanem, i jednocześnie ustanawia pełne stosunki dyplomatyczne z Chinami[115].
- W wyniku trzęsienia ziemi w regionie Morza Egejskiego o magnitudzie 6.3 doszło do wstrząsów w tureckiej prowincji Izmir oraz na greckich wyspach Samos i Lesbos, gdzie zginęła jedna osoba[116].
- W finale koszykarskiej ligi NBA Golden State Warriors pokonali Cleveland Cavaliers 4:1. Najbardziej wartościowym graczem finałów wybrano Kevina Duranta[117].
- W pełnym składzie rozpoczęło się pierwsze posiedzenie komisji weryfikacyjnej do spraw reprywatyzacji[118].
- Małgorzata Sadurska została odwołana ze stanowiska szefowej Kancelarii Prezydenta Rzeczypospolitej Polskiej, a jej następczynią została Halina Szymańska[119].
- Z udziałem abp Marka Jędraszewskiego w asyście bp. Jana Piotrowskiego i bp. Mariana Florczyka odbyła się oficjalna inauguracja XVIII edycji Międzynarodowej Wystawy Budownictwa i Wyposażenia Kościołów, Sztuki Sakralnej i Dewocjonaliów SacroExpo w Kielcach[120].

## 11 czerwca
- Odbyła się pierwsza tura wyborów parlamentarnych we Francji[121].
- Odbyły się przedterminowe wybory parlamentarne w Kosowie[122].
- W Portoryko odbyło się niewiążące referendum w którym 500 tys. uczestników opowiedziało się za przyznaniem Portoryko praw stanu USA[123].
- Hiszpan Rafael Nadal zwyciężył w grze pojedynczej mężczyzn podczas wielkoszlemowego turnieju tenisowego French Open[124].
- W pięćdziesięciu polskich miastach, w tym w Warszawie, odbyły się Marsze dla Życia i Rodziny[125].
- W Morawicy odsłonięto Pomnik gen. Ryszarda Kuklińskiego[126].
- We wsi Gruszki koło Narewki odsłonięto Pomnik Danuty Siedzikówny „Inki”[127].

## 10 czerwca
- Zwyciężczynią French Open 2017 w grze pojedynczej kobiet została Jeļena Ostapenko[128][129].
- Władze Iranu, podobnie jak wcześniej władze Iraku i Turcji, wyraził swój sprzeciw wobec przeprowadzenia referendum w sprawie odłączenia się od Iraku – Kurdystanu, zapowiedzianego przez władze tego regionu autonomicznego na 25 września 2017[130].
- W La Spezia we Włoszech odbyła się beatyfikacja Itali Meli[131].
- Kard. Giovanni Battista Re został subdziekanem (wicedziekanem) Kolegium Kardynalskiego zastępując na tym stanowisku kard. Rogera Etchegaraya[132].

## 9 czerwca
- Brazylijski Najwyższy Trybunał Wyborczy odrzucił wniosek o usunięcie Michela Temera ze stanowiska prezydenta w związku z ciążącymi na nim zarzutami korupcyjnymi[133].
- W Izmirze pod zarzutem udziału w organizacji terrorystycznej został aresztowany szef Amnesty International w Turcji – Taner Kilic[134].
- Premier Polski Beata Szydło i premier Danii Lars Løkke Rasmussen podpisali w Kopenhadze memorandum w sprawie gazociągu Baltic Pipe, deklarujące obustronne poparcie dla tego projektu oraz wolę współpracy[135].
- Rozpoczął się VIII Ogólnopolski Festiwal Piosenek Janusza Gniatkowskiego w Poraju[136].

## 8 czerwca
- Partia Konserwatywna zwyciężyła w wyborach parlamentarnych w Wielkiej Brytanii, tracąc jednak większość w Izbie Gmin[137][138].
- W wyniku eksplozji ładunku wybuchowego domowej roboty na Yonsei University w Seulu został ranny jeden z pracowników uczelni[139].
- Na Aukcji Sztuki Dawnej w Warszawie obraz Jana Matejki pt. „Zabicie Wapowskiego w czasie koronacji Henryka Walezego” został sprzedany anonimowemu nabywcy za blisko 3,5 miliona złotych[140].

## 7 czerwca
- W Teheranie, stolicy Iranu, doszło do dwóch ataków terrorystycznych, w których zginęło 12 osób[141].
- Samolot wojskowy Y-8-200F Mjanmy, na pokładzie którego znajdowały się 122 osoby, spadł do morza w pobliżu Mjanmy[142].
- Władze irackiego Kurdystanu zapowiedziały, zorganizowanie 25 września 2017 roku referendum w sprawie proklamowania niepodległości. Stało się to mimo sprzeciwu irackiego rządu[130].

## 6 czerwca
- W trakcie 376. zebrania plenarnego Konferencji Episkopatu Polski w Zakopanem, nowym dyrektorem Caritas Polska został wybrany ks. Marcin Iżycki, który na tym stanowisku zastąpił ks. Mariana Subocza[143].
- W Kluszczanach w rejonie ostrowieckim obwodu grodzieńskiego na Białorusi, spłonął drewniany kościół parafialny pw. św Joachima z 1726[144].

## 5 czerwca
- Czarnogóra oficjalnie przystąpiła do NATO, stając się 29. krajem członkowskim Sojuszu[145].
- Co najmniej 8 osób zginęło w wyniku eksplozji i pożaru w zakładach chemicznych na północnym wschodzie Chin. Ewakuowano okoliczne fabryki i mieszkańców najbliższych osiedli. W akcji brało udział 900 strażaków[146].
- Muzułmańska Rada Wielkiej Brytanii opublikowała oświadczenie, w którym ponad 130 imamów i liderów społeczności muzułmańskich zapowiedziało, iż nie odmówi modlitw pogrzebowych za zamachowców odpowiedzialnych za zamach w Londynie z 3 czerwca[147].
- Podczas uroczystej sesji Rady Miasta Zakopane tytuł honorowej obywatelki Zakopanego otrzymała Wanda Półtawska[148].

## 4 czerwca
- Powiązani z Państwem Islamskim członkowie grupy Maute, splądrowali, a następnie podpalili katolicką katedrę Najświętszej Maryi Panny w Marawi na Filipinach[149].
- Kard. Stanisław Dziwisz i bp tarnowski Andrzej Jeż dokonali uroczystej koronacji figury Matki Bożej Fatimskiej z Sanktuarium Matki Bożej Fatimskiej w Tarnowie[150].

## 3 czerwca
- W finale piłkarskiej Ligi Mistrzów Real Madryt pokonał Juventus F.C. 4:1[151].
- W wyniku zamachów w Londynie na moście London Bridge i w pobliżu Borough Market zginęło siedem osób, a 48 trafiło do szpitali[152].
- W wyniku wybuchu paniki w trakcie finałowego meczu Ligi Mistrzów UEFA między Juventusem F.C., a Realem Madryt w Turynie rannych zostało 1527 osób[153].
- W Lednicy odbyło się największe coroczne spotkanie katolickiej młodzieży z Polski – Lednica 2000. W spotkaniu wzięło udział ponad 50 tys. pielgrzymów[154][155].
- Ulicami Warszawy przeszła 17. Parada Równości, w której według organizatorów uczestniczyło około 50 tys. osób, zaś według policji 13 tysięcy uczestników, a według stołecznego ratusza 12,5 tysiąca osób[156][157].
- W czasie konwentu sprawozdawczo-wyborczego Związku Polskich Kawalerów Maltańskich w Warszawie, nowym Prezydent ZPKM został wybrany Jerzy Baehr, który na tym stanowisku zastąpił Aleksandra Tarnowskiego[158].

## 2 czerwca
- W ataku na Hotel Resorts World Manila na Filipinach zginęło 36 osób, w tym napastnik, a ponad 70 osób zostało rannych[159].
- Bundestag z inicjatywy ministra sprawiedliwości Heiko Maasa przyjął ustawę, na mocy której wszystkie związki z osobami poniżej 16. roku życia w Niemczech stały się automatycznie nieważne[160].
- Zgromadzenie Ogólne Narodów Zjednoczonych wybrało w tajnym głosowaniu Polskę na niestałego członka Rady Bezpieczeństwa ONZ na lata 2018–2019[161].
- Z bazyliki w Castelnuovo Don Bosco, w regionie Piemont, w prowincji Asti we Włoszech skradziono urnę z relikwią św. Jana Bosko[162].
- Komisja Nadzoru Finansowego jednogłośnie zawiesiła działalność Spółdzielczej Kasy Oszczędnościowo-Kredytowej Nike (SKOK Nike) oraz postanowiła wystąpić do sądu z wnioskiem o ogłoszenie jej upadłości[163].
- Brygida Grysiak została laureatką 16. edycji Nagrody dziennikarskiej im. bp. Jana Chrapka „Ślad”[164].
- W Bielsku-Białej zakończyła się jubileuszowa 20-edycja ekumenicznego Międzynarodowego Konkursu Wiedzy Biblijnej „Jonasz”[165].
- W Szydłowie odbyła się uroczystość odsłonięcia Pomnika Żołnierzy Armii Krajowej Podobwodu Szydłów, z udziałem szefa Urzędu do spraw Kombatantów i Osób Represjonowanych Jana Józefa Kasprzyka[166].

## 1 czerwca
- Prezydent USA Donald Trump ogłosił, że Stany Zjednoczone wycofają się z paryskiego porozumienia klimatycznego z Konferencji Narodów Zjednoczonych w sprawie zmian klimatu w 2015[167].
- W zamachu, w Kijowie, sprawca podający się za dziennikarza Le Monde ciężko ranił Adama Osmajewa. Napastnik został następnie obezwładniony przez Aminę Okujewę[168].